# Pseudoperípter

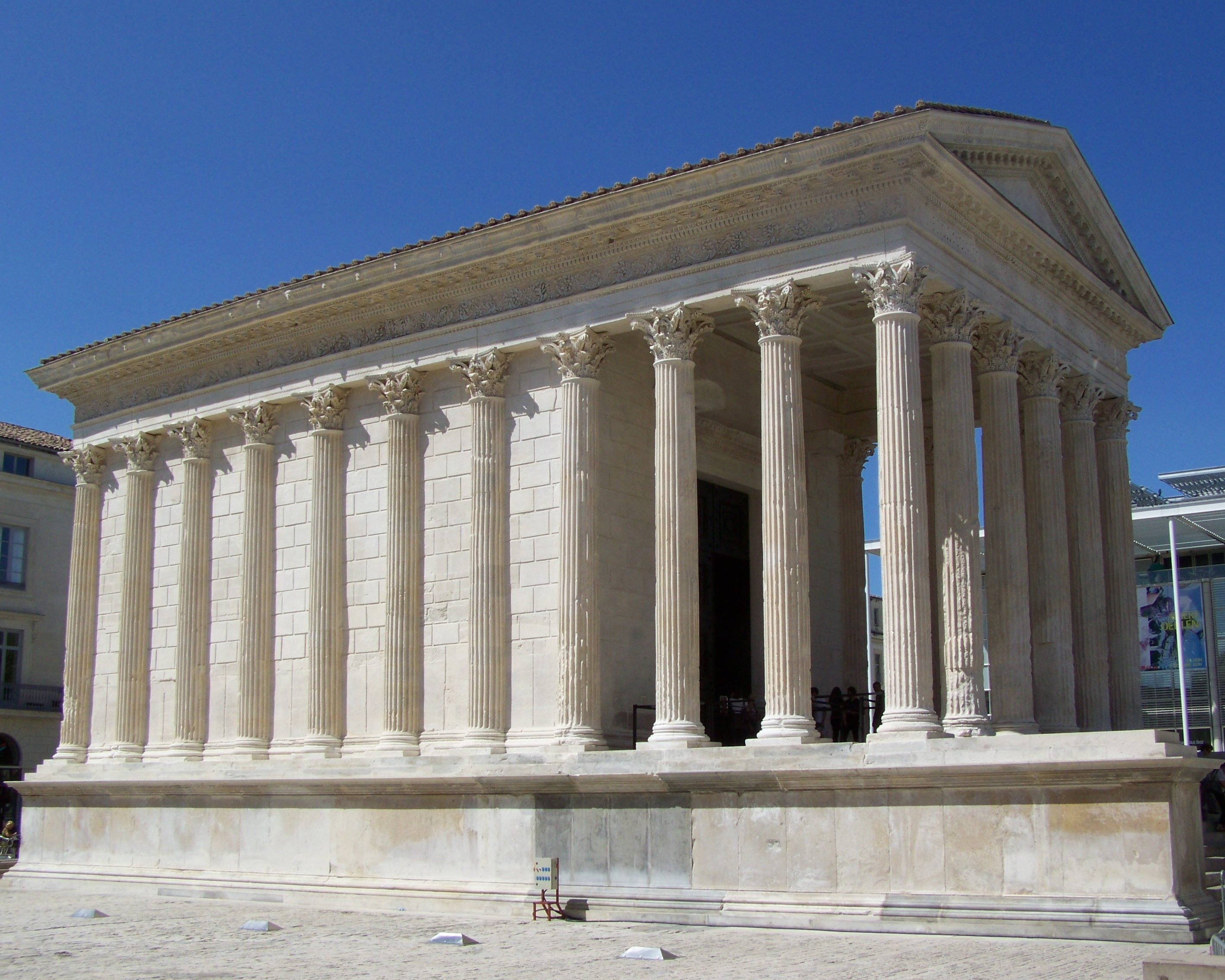
La Maison Carrée a Nimes, un temple romà hexàstil pseudoperípter.

En arquitectura, un edifici  pseudoperípter  té columnes al pòrtic davanter, però les columnes dels costats estan encastades en els murs de l'edifici. Els antics romans van preferir els edificis pseudoperípter, amb un pòrtic a la part davantera, amb columnes encastades al llarg dels costats i murs en posteriors a la  cella .
Un edifici pseudoperípter amb un pòrtic a cada extrem és anomenat  Anfipròstil . Vegeu el Temple d'Atenea Niké i el Temple de Venus i Roma.
els edificis pseudoperípter semblen similars als edificis  perípters  amb columnes exemptes al voltant de la cella com un  peristil . L'temple de Zeus Olímpic a Agrigent és un famós exemple grec d'aquest estil, que va arribar a ser més comú en la Roma Antiga.